# Dalbergia bintuluensis
Dalbergia bintuluensis är en ärtväxtart som beskrevs av Sunarno och Hiro Ohashi. Dalbergia bintuluensis ingår i släktet Dalbergia, och familjen ärtväxter. Inga underarter finns listade i Catalogue of Life.